# Campionati europei di atletica leggera 2016 - 1500 metri piani maschili
La specialità dei 1500 metri piani maschili ai campionati europei di atletica leggera di Amsterdam 2016 si è svolta il 7 e 9 luglio 2016 all'Olympisch Stadion.

## Programma
| Data          | Ora   | Evento     |
| ------------- | ----- | ---------- |
| 7 luglio 2016 | 18:25 | Semifinali |
| 9 luglio 2016 | 21:50 | Finale     |

Ora locale (UTC+2)

## Risultati

### Semifinale

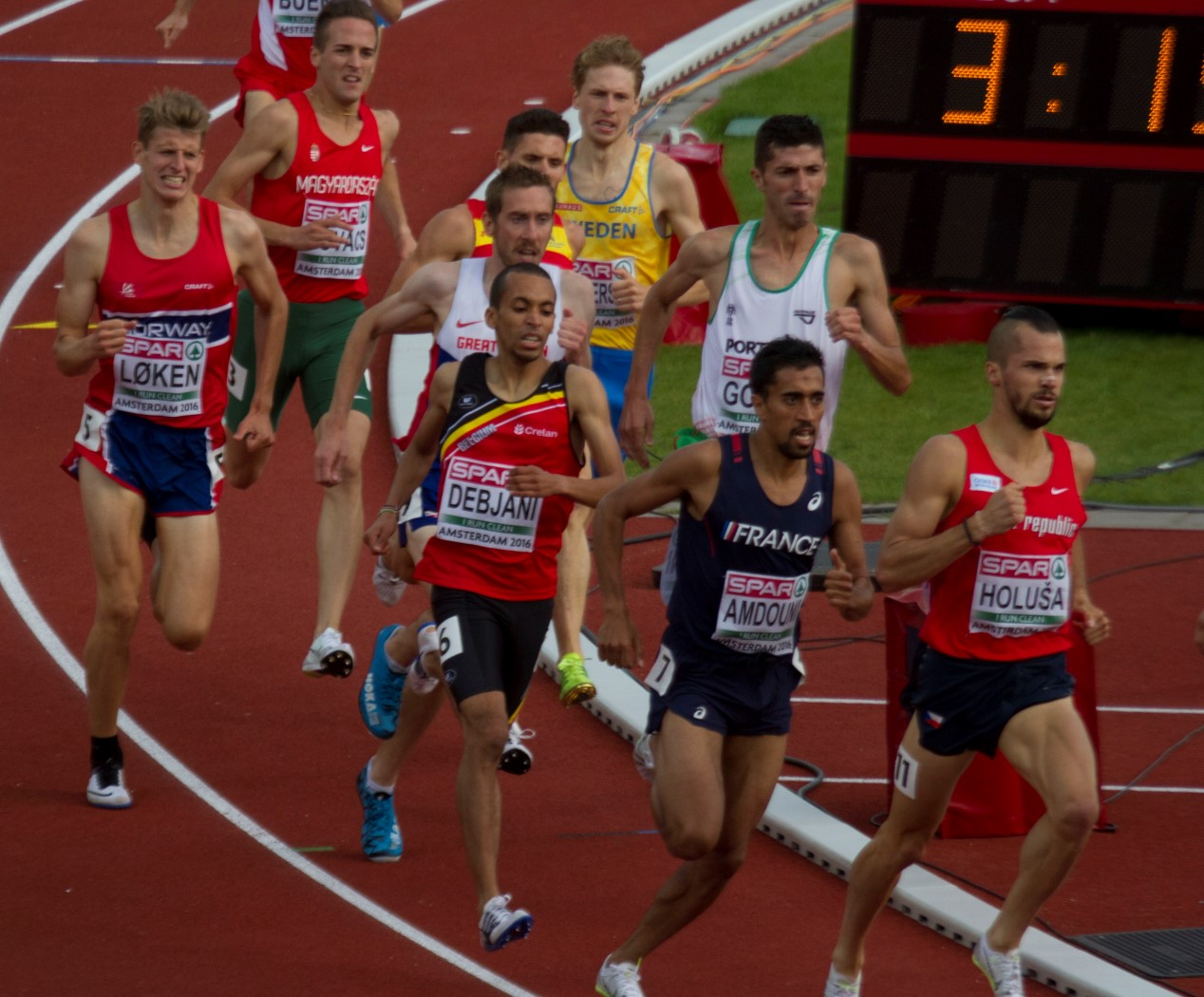
Batteria 2

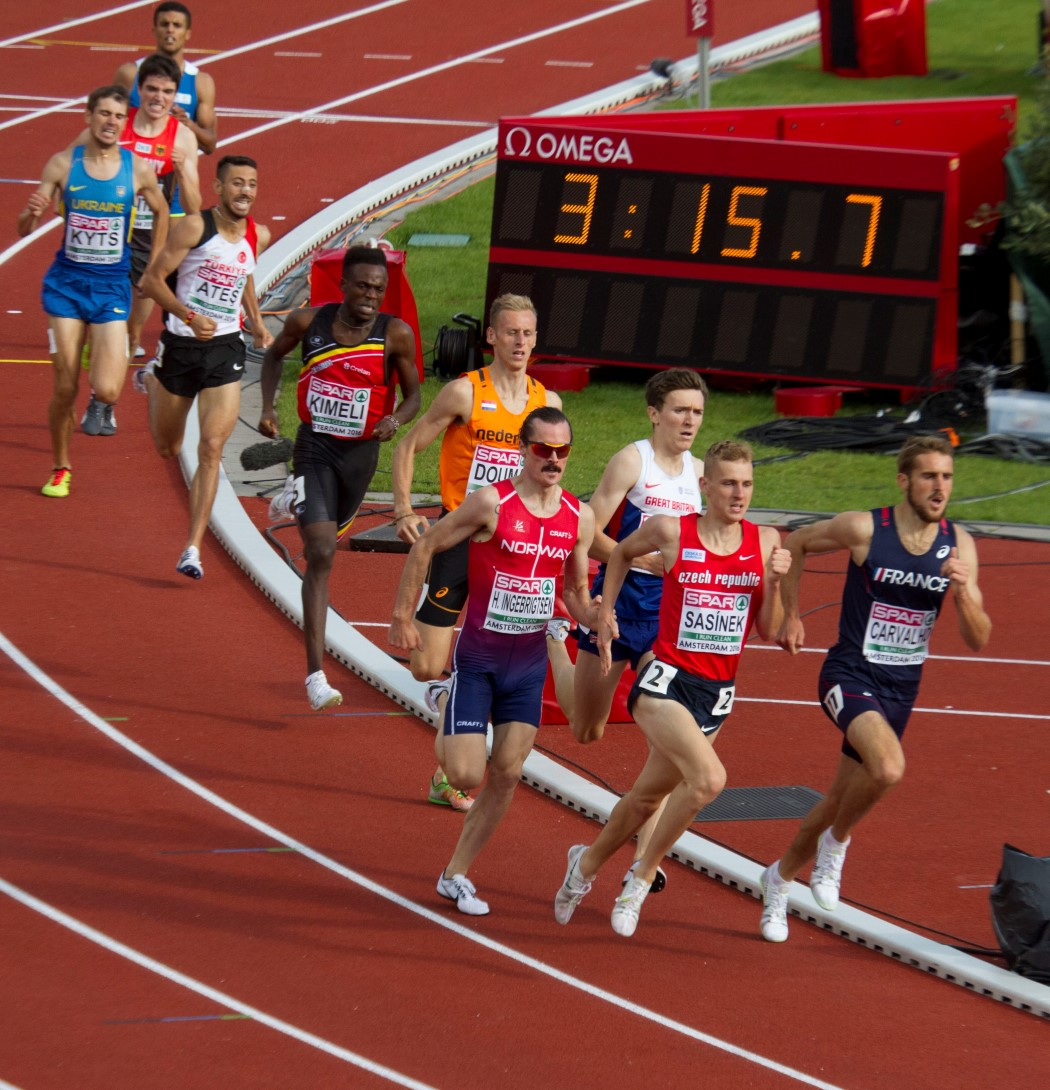
Batteria 3

I primi tre atleti classificati in ogni gruppo (Q) e i successivi tre migliori tempi (q) si sono qualificati in finale.
| Class | Gruppo | Atleta                     | Nazione       | Tempo   | Note   |
| ----- | ------ | -------------------------- | ------------- | ------- | ------ |
| 1     | 3      | Jake Wightman              | Gran Bretagna | 3:39.32 | Q      |
| 2     | 3      | Henrik Ingebrigtsen        | Norvegia      | 3:39.66 | Q      |
| 3     | 3      | Florian Carvalho           | Francia       | 3:39.73 | Q      |
| 4     | 3      | Filip Sasínek              | Rep. Ceca     | 3:39.77 | q      |
| 5     | 3      | Richard Douma              | Paesi Bassi   | 3:39.80 | q      |
| 6     | 1      | Filip Ingebrigtsen         | Norvegia      | 3:40.23 | Q      |
| 7     | 1      | Homiyu Tesfaye             | Germania      | 3:40.44 | Q      |
| 8     | 1      | David Bustos               | Spagna        | 3:40.60 | Q      |
| 9     | 3      | Isaac Kimeli               | Belgio        | 3:41.25 | q      |
| 10    | 1      | Peter Callahan             | Belgio        | 3:41.75 |        |
| 11    | 1      | Tom Lancashire             | Gran Bretagna | 3:42.08 |        |
| 12    | 3      | Timo Benitz                | Germania      | 3:42.40 |        |
| 13    | 2      | Ismael Debjani             | Belgio        | 3:42.62 | Q      |
| 14    | 2      | Mourad Amdouni             | Francia       | 3:42.64 | Q      |
| 15    | 1      | Mohad Abdikadar Sheikh Ali | Italia        | 3:42.91 |        |
| 16    | 2      | Lee Emanuel                | Gran Bretagna | 3:42.92 | Q      |
| 17    | 2      | Snorre Holtan Løken        | Norvegia      | 3:42.97 |        |
| 18    | 1      | Petr Vitner                | Rep. Ceca     | 3:43.22 |        |
| 19    | 3      | Levent Ates                | Turchia       | 3:43.25 |        |
| 20    | 2      | Marc Alcalá                | Spagna        | 3:43.43 |        |
| 21    | 2      | Dmitrijs Jurkevics         | Lettonia      | 3:43.44 |        |
| 22    | 3      | Volodymyr Kyts             | Ucraina       | 3:43.58 |        |
| 23    | 1      | Bryan Cantero              | Francia       | 3:43.65 |        |
| 24    | 2      | Jonas Leanderson           | Svezia        | 3:44.09 |        |
| 25    | 3      | Amine Khadiri              | Cipro         | 3:44.61 |        |
| 26    | 1      | Tamás Kazi                 | Ungheria      | 3:44.64 |        |
| 27    | 2      | Benjamin Kovács            | Ungheria      | 3:45.16 |        |
| 28    | 1      | Eoin Everard               | Irlanda       | 3:45.46 |        |
| 29    | 2      | Marco Pettenazzo           | Italia        | 3:45.65 |        |
| 30    | 1      | Andreas Vojta              | Austria       | 3:46.32 |        |
| 31    | 2      | Andreas Bueno              | Danimarca     | 3:46.44 |        |
| 32    | 2      | Hélio Gomes                | Portogallo    | 3:46.66 |        |
| 33    | 3      | Joao Bussotti              | Italia        | 3:50.58 | q      |
| 34    | 3      | Llorenç Salas              | Spagna        | 3:51.49 |        |
| 35    | 2      | Harvey Dixon               | Gibilterra    | 3:51.82 |        |
| -     | 1      | Johan Rogestedt            | Svezia        | dq      | R163.2 |
| -     | 2      | Jakub Holuša               | Rep. Ceca     | dq      | R163.2 |

### Finale

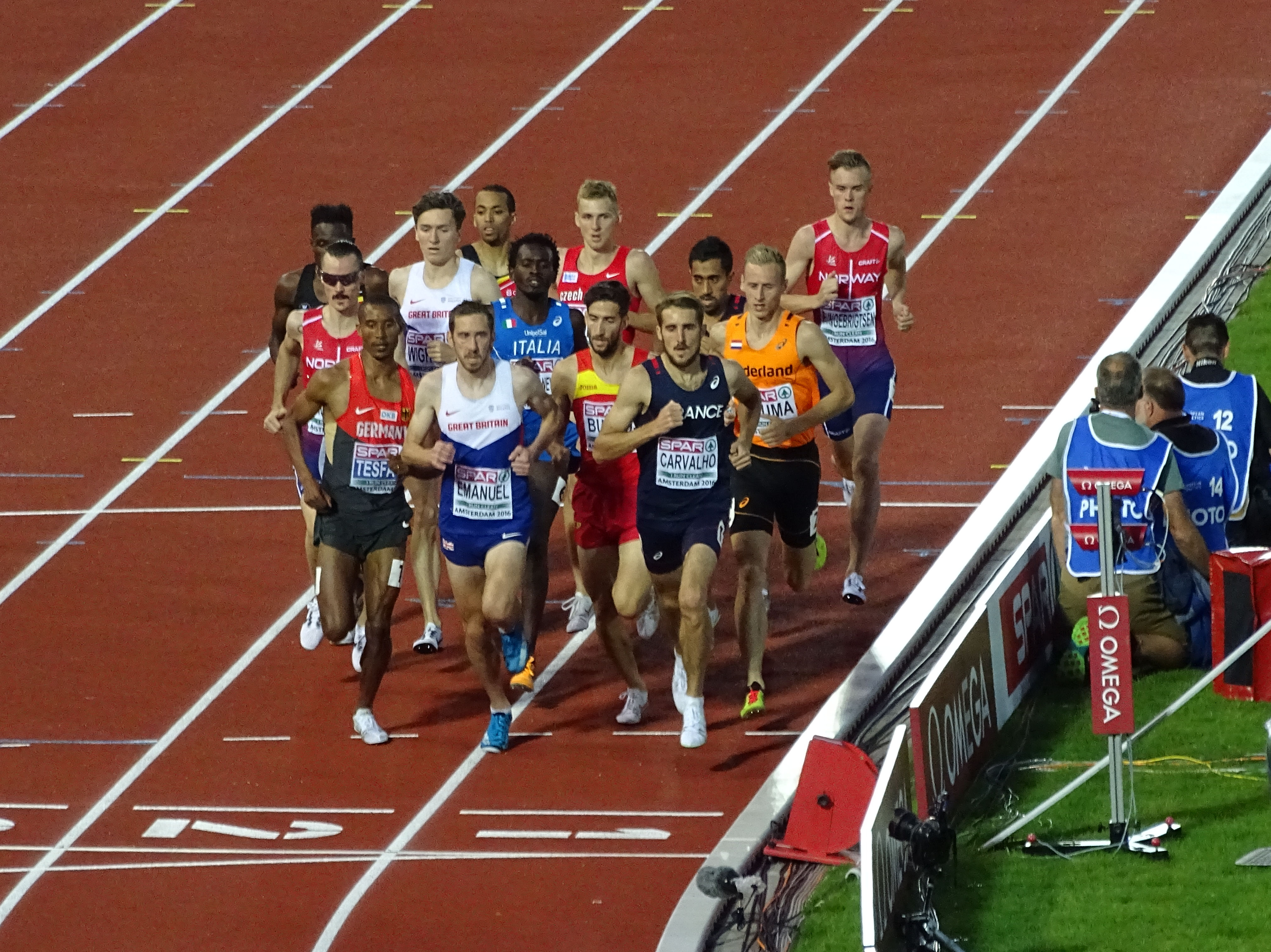
La finale.

| Class   | Atleta              | Nazione       | Tempo   | Note |
| ------- | ------------------- | ------------- | ------- | ---- |
| Oro     | Filip Ingebrigtsen  | Norvegia      | 3:46.65 |      |
| Argento | David Bustos        | Spagna        | 3:46.90 |      |
| Bronzo  | Henrik Ingebrigtsen | Norvegia      | 3:47.18 |      |
| 4       | Richard Douma       | Paesi Bassi   | 3:47.32 |      |
| 5       | Florian Carvalho    | Francia       | 3:47.32 |      |
| 6       | Lee Emanuel         | Gran Bretagna | 3:47.57 |      |
| 7       | Jake Wightman       | Gran Bretagna | 3:47.68 |      |
| 8       | Filip Sasínek       | Rep. Ceca     | 3:47.76 |      |
| 9       | Isaac Kimeli        | Belgio        | 3:47.92 |      |
| 10      | Homiyu Tesfaye      | Germania      | 3:47.93 |      |
| 11      | Ismael Debjani      | Belgio        | 3:49.12 |      |
| 12      | Joao Bussotti       | Italia        | 3:50.43 |      |
| 13      | Mourad Amdouni      | Francia       | 3:51.61 |      |